# Bonbe I
Bonbe I est un village du Cameroun, situé dans la région du Centre et le département du Nyong-et-Kéllé. Il est rattaché à la commune d'Éséka. 

## Population
Lors du recensement de 2005, on y a dénombré 95 personnes.  

## Économie
Des recherches minières ont été effectuées au début des années 2010 dans les localités de Bonbe I, Bonbe II, Ngog Tos et Song Hoth. Des études sont en cours pour déterminer la nature et la teneur des indices de minerais qui y ont été observés.